# Stuckenia grzebieniasta

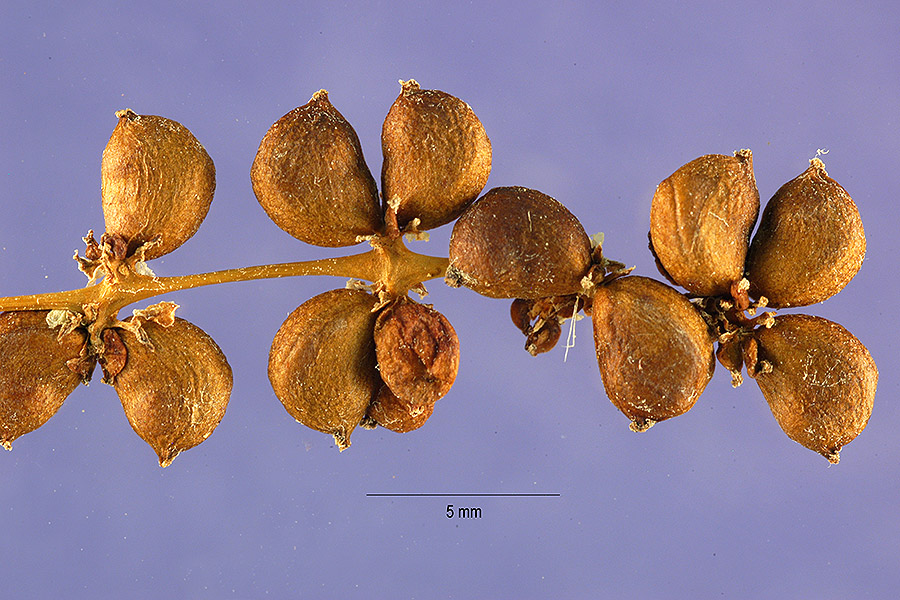
Owoce

Stuckenia grzebieniasta, rdestnica grzebieniasta (Stuckenia pectinata (L.) Börner) – gatunek roślin wodnych należący do rodziny rdestnicowatych (Potamogetonaceae Dumort.), występujący niemal na całym świecie. W Polsce gatunek rodzimy.
Holotyp tego gatunku nie został wskazany. Lektotyp został wskazany w 1986 roku przez Haynesa. Jest nim okaz zielnikowy zebrany przez Olofa Celsiusa w Austrii, oryginalnie oznaczony jako "Potamogeton gramineum ramosum Bauh., In Austria". Lektotyp przechowywany jest w herbarium Uniwersytetu w Uppsali.

## Zasięg geograficzny
Gatunek kosmopolityczny, najszerzej rozprzestrzeniony przedstawiciel rodzaju. Występuje w całej Europie, Azji i Ameryce Północnej. W Afryce nie występuje jedynie w Makaronezji, a w Ameryce Południowej w Brazylii. W Australii i Oceanii występuje jedynie w Nowej Zelandii i Nowej Kaledonii.

## Morfologia
PokrójZanurzone rośliny wodne.
ŁodygaPędy silnie rozgałęzione, głównie w górnym odcinku, osiągające długość 0,75 metra. W każdym węźle powstaje 1 (rzadziej 2) pęd boczny.
LiścieUlistnienie naprzemianległe. Liście siedzące, kanalikowate, nabrzmiałe, nieprzezroczyste. Liście na głównym pędzie wąsko równowąskie, o długości 2,8–12,5 cm i szerokości 0,3–4 mm, oliwkowozielone do ciemnozielonych, rzadziej jasnozielone, brązowawo-zielone do jasnobrązowych. Liście na pędach bocznych o długości 0,3–0,9 cm i szerokości 0,2–2,8 mm. Wierzchołki blaszek ostre do zaostrzonych, rzadko tępe lub zaokrąglone z krótkim kończykiem. Pochwy liściowe otwarte, języczkowate. Przylistki przyrośnięte do nasady blaszek liściowych na ⅔ długości. Użyłkowanie liścia równoległe, złożone z 1–3 żyłek.
KwiatyPędy kwiatostanowe o długości 1,8–35 cm. Kwiaty (5–15) zebrane w kłos, położone w 3–8 okółkach. Kłosy lejkowate do cylindrycznych, nie wyniesione ponad powierzchnię wody. Kwiaty 4-słupkowe.
OwoceOdwrotnie lancetowate, dzióbkowate, żółtawobrązowe do brązowych.

## Biologia i ekologia
RozwójByliny, wodne geofity (hydrogeofity). Kwitnie od czerwca do sierpnia. Z uwagi na zdolność do rozmnażania wegetatywnego gatunek ten jest rozprzestrzeniany przez kaczki.
SiedliskoRośliny te zasiedlają wody mezotroficzne do eutroficznych, głównie jeziora, stawy i rzeki, także wody brachiczne.
Interakcje międzygatunkoweRdestnica grzebieniasta jest jednym z najważniejszych źródeł pożywienia dla ptactwa wodnego. Jest podstawowym składnikiem diety głowienki długodziobej.
GenetykaLiczba chromosomów 2n = 78.